# Erdre
L'Erdre dal celto "erdam" (piccolo fiume), che nasce a La Pouëze, ad una ventina di chilometri a Nord-ovest di Angers nel Maine e Loira, è un fiume francese, affluente della Loira che sfocia a Nantes.
Con numerosi manieri, parchi e sontuosi castelli che delimitano le sue rive, l'Erdre porta bene il titolo di "più bel fiume di Francia", secondo l'opinione di Francesco I di Francia. Per questo è provvisto di marciapiedi lungo gli argini, costruiti dai comuni per offrire l'accesso a tutti.
È possibile anche praticare molti sport nautici, come il windsurf su uno dei suoi due laghi (la pianura di "La Poupinière" di 2 km² o la pianura di "Mazerolles" di 3 km²), o anche passeggiate in barca che possono condurre fino a Redon (se si percorre il canale Nantes-Brest).
Per il grande periodo di colmatura delle braccia della Loira a Nantes, all'inizio del XX secolo, l'Erdre ha anche subito modifiche: così, i suoi ultimi 500 metri sono stati riempiti e sono oggi diventati uno degli assi principali di Nantes, "Corso dei 50 ostaggi". L'Erdre passa dunque oggi per un tunnel sotto "Corso San Pietro e Sant'Andrea" e si getta nella Loira al livello del canale Saint-Félix.

## Percorso dell'Erdre
Dipartimenti attraversati
- Maine e Loira (49 km)
- Loira Atlantica (44 km)

Comuni attraversati (dalla fonte alla foce)
Dipartimento del Maine e Loira:
- La Pouëze
- Le Louroux-Béconnais
- Vern-d'Anjou
- La Cornuaille
- Angrie
- Candé
- Freigné

Dipartimento della Loira Atlantica:
- Saint-Mars-la-Jaille
- Riaillé
- Joué-sur-Erdre
- Nort-sur-Erdre
- Sucé-sur-Erdre
- Carquefou
- La Chapelle-sur-Erdre
- Nantes